# Der Todesengel (1998)
Der Todesengel (Alternativtitel: Angel of Death – fuck or die) ist ein deutscher Sexploitationfilm von Regisseur Andreas Bethmann aus dem Jahr 1998 mit Pornodarstellerin Manila May in der Hauptrolle. Der je nach Schnittfassung zwischen 86 und 161 Minuten lange, mit Laiendarstellern gedrehte Film enthält je nach Version mehr oder weniger pornografische Inhalte.

## Handlung
Die beiden brutalen Zuhälter Angelo und Mike betreiben ein Bordell in einer stillgelegten Fabrikanlage, benötigen jedoch dringend neue, „unverbrauchte“ Damen für die Befriedigung ihrer eigenen sadistischen Gelüste, als auch für die Prostitution. Durch Zufall entdecken sie eines Tages das vollbusige Fotomodell Manila, die gerade mit ihrem Golf auf einem Waldweg zum Liegen gekommen ist. Sie bieten der Frau ihre Hilfe an, entpuppen sich aber bald als skrupellose Sadisten, die sie vergewaltigen und anschließend bewusstlos und halbtot zurücklassen, da sie ihrer Meinung nach, als Prostituierte ungeeignet sei.
Die gedemütigte, verstörte Manila mobilisiert nach diesem Ereignis ihre letzten Kraftreserven und schleppt sich nach Hause, leidet fortan jedoch unter entsetzlichen Qualen und massiven Alpträumen. Als Folge ihrer Misshandlung verändert sich auch ihre Einstellung zur Sexualität sowie zu Männern im Allgemeinen. Es gelingt ihr nicht mehr den Sex mit Männern zu genießen; erst als sie eine flüchtige männliche Bekanntschaft zerstückelt, erfährt sie sexuelle Befriedigung. Zu diesem Zeitpunkt schwört sie sich an den Männern zu rächen. Des Weiteren bemerkt sie, dass sie sich mehr zu Frauen hingezogen fühlt.
Eine Freundin Manilas, die sich von ihrem Lebenspartner getrennt hat, meldet sich in einem zweiten parallel verlaufenden Handlungsstrang auf eine Kontaktanzeige und gerät in die Fänge des bekannten Zuhälterduos. Sie ist bald der Züchtigung und Demütigung der Domina Angel ausgeliefert, die sie letztendlich zu Tode foltert.
Nachdem sie den Leichnam einer zuvor getöteten Liebesdame entsorgt, kann Manila ihre zwei Peiniger zufällig am Stadtrand ausfindig machen. Die nichtsahnenden Straftäter unterhalten sich derweil abfällig über eine mysteriöse Mordserie, die ihre Gesellschaftsdamen gewaltsam ableben lässt. Die bewaffnete Manila gelangt schließlich auf ein weiträumiges Fabrikgelände, dem vermuteten Aufenthaltsorts der Sexualverbrecher, wo sie alsbald gestellt und überwältigt wird. Ein Martyrium schließt sich an. Ein Polizist, der Missbrauchsopfer Manila zu retten versucht, dringt übermotiviert in das Gebäude ein. Zuhälter Angelo kann die Situation klären und letztlich die Befreiung vereiteln. Der Polizeibeamte wird erschlagen. Nachfolgend kann sich Manila selbst befreien. Rachsüchtig tötet sie daraufhin einen ihrer Peiniger.
Als der fassungslose Mike seinen toten Gefährten auffindet, eröffnet er seinerseits die Jagd auf Manila. Diese kann zwischenzeitlich Domina Angel zur Strecke bringen. Am Ende kommt es zum Showdown. Mike und Manila schießen sich gegenseitig in den Unterleib, woraufhin beide zusammensacken, aufeinander fallen und in der Neunundsechzig regungslos erstarren.

## Kritiken
„Amateur-Filmschund mit Splattereffekten, der sich in Vergewaltigungsszenen ergeht und bei dem es sich erübrigt, von handwerklichem Niveau zu reden.“

„Sieht man aber mal von diesem Punkt ab, hat Andreas Bethmann es durchaus geschafft, ein technisch und effektmäßig gutes Filmchen zu drehen. Selbst die Laiendarsteller schlagen sich für eine Produktion in dieser Größenordnung ganz gut, woraus man aber nun nicht schließen darf, daß sie schon reif für eine Rolle in einer Daily Soap oder noch anspruchsvollere Aufgaben wären.“